# Воля-Кшиштопорска (гмина)
Воля-Кшиштопорска (пол. Wola Krzysztoporska) — сельская гмина (волость) в Польше, входит как административная единица в Пётркувский повет, Лодзинское воеводство. Население — 11 641 человек (на 2008 год).

## Соседние гмины
1. Гмина Белхатув
2. Гмина Грабица
3. Гмина Дружбице
4. Гмина Каменьск
5. Пётркув-Трыбунальски
6. Гмина Розпша